# Arrebol

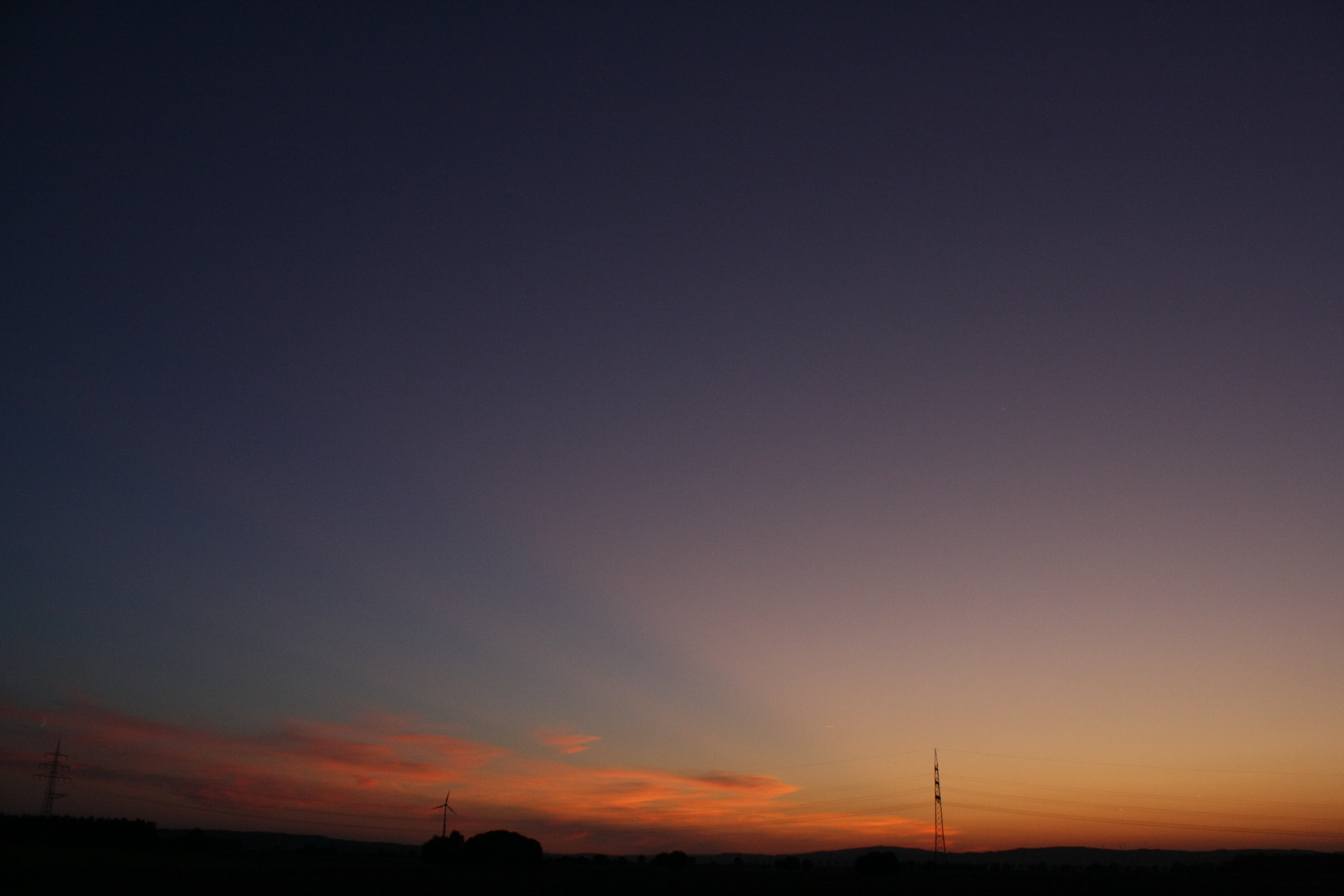
Arrebol com seu segmento brilhante e luz roxa acima, interrompido por raios crepusculares.

Um arrebol na meteorologia consiste em vários fenômenos ópticos atmosféricos, com uma definição geral como um amplo arco de luz solar esbranquiçada ou rosada no céu crepuscular, consistindo no segmento brilhante e na luz púrpura. A luz púrpura ocorre principalmente quando o Sol está 2-6° abaixo do horizonte, do crepúsculo civil ao crepúsculo náutico, enquanto o segmento brilhante dura até o final do crepúsculo náutico. O arrebol é frequentemente discutido em casos de erupções vulcânicas, enquanto sua luz púrpura é discutida como uma luz púrpura vulcânica específica diferente. Especificamente em ocorrências vulcânicas, é a luz dispersa por partículas finas, como poeira, suspensas na atmosfera. No caso do arrebol alpino, que é semelhante ao Cinturão de Vênus, o termo arrebol é usado, em geral, para a luz brilhante vermelho-dourada do pôr do sol e do nascer do sol refletida no céu e, em particular, para seu último estágio, quando a luz púrpura é refletida. O oposto de um arrebol é a aurora, que ocorre antes do nascer do sol.
A luz solar chega à Terra por volta do crepúsculo civil, durante a hora dourada, intensamente em seu componente vermelho de baixa energia e baixa frequência. Durante essa parte do crepúsculo civil, após o pôr do sol e antes do amanhecer, a luz vermelha do sol permanece visível devido à dispersão por partículas no ar. A retrodifusão, possivelmente após ser refletida pelas nuvens ou campos de neve altos em regiões montanhosas, também cria uma luz avermelhada a rosada. Os componentes de alta energia e alta frequência da luz em direção ao azul são dispersados amplamente, produzindo a luz azul mais ampla do crepúsculo náutico antes ou depois da luz avermelhada do crepúsculo civil, enquanto, em combinação com a luz avermelhada, produz a luz púrpura. Esse período de predomínio do azul é chamado de hora azul e, assim como a hora dourada, é muito apreciado por fotógrafos e pintores.

Após a erupção do vulcão Krakatoa em 1883, uma série notável de pores do sol vermelhos apareceu em todo o mundo. Uma enorme quantidade de poeira extremamente fina foi levada a uma grande altura pela explosão do vulcão e, em seguida, difundida globalmente pelos ventos atmosféricos fortes. A pintura O Grito, de Edvard Munch, possivelmente retrata um arrebol durante esse período.

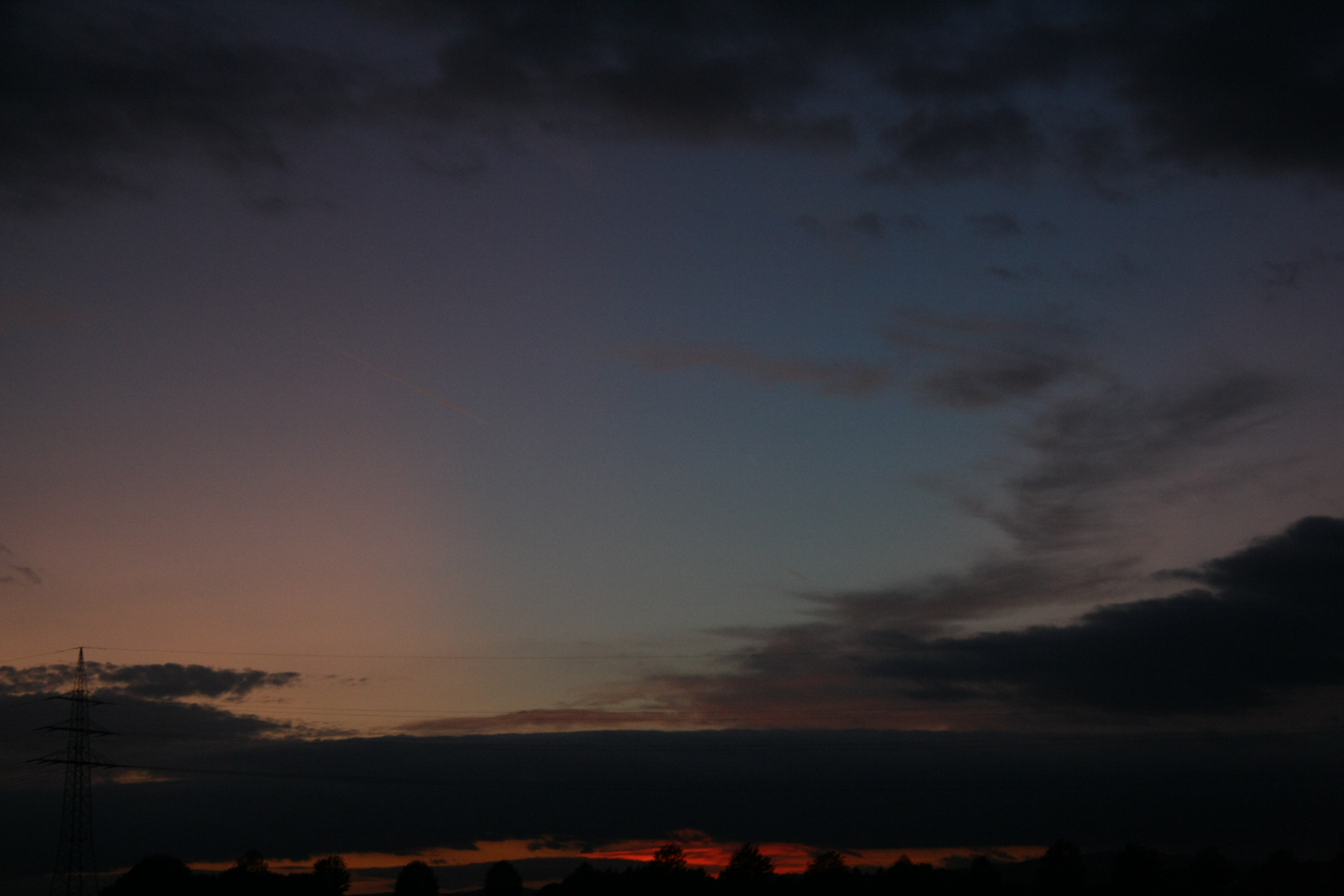
Luz púrpura com sombra crepuscular
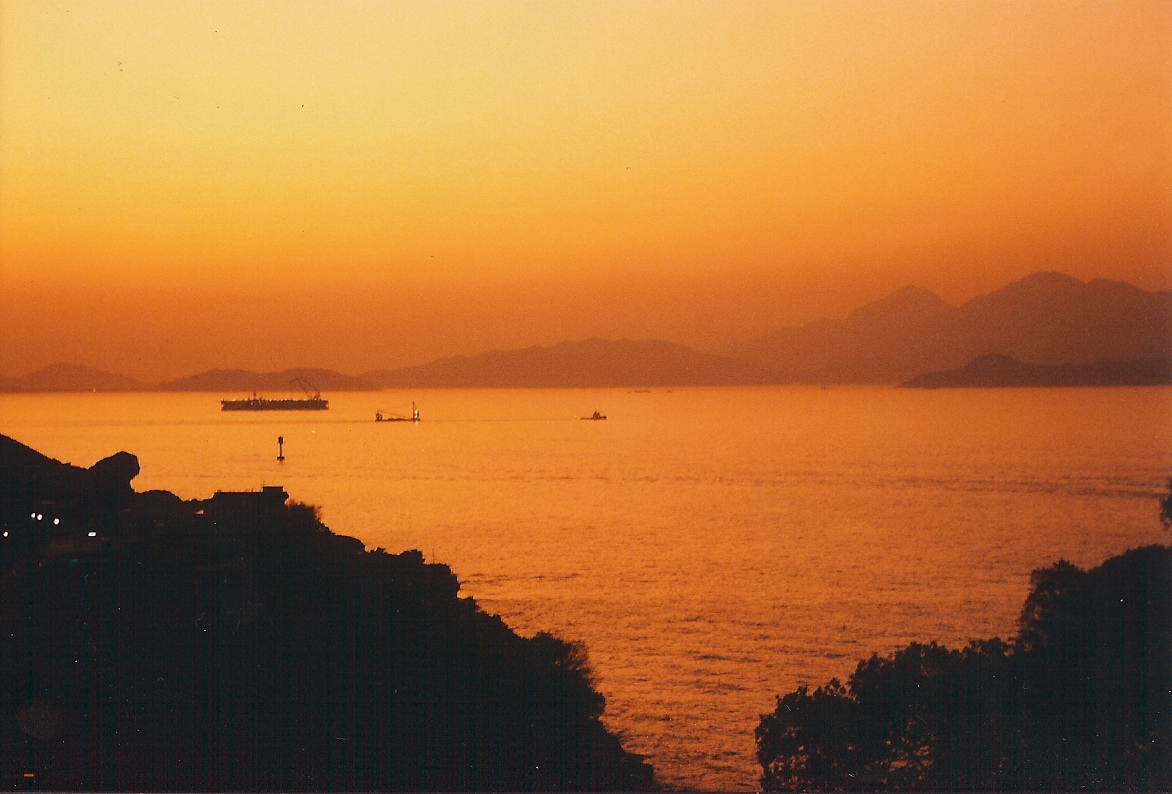
Pôr do sol em Hong Kong após a erupção do Monte Pinatubo em 1991
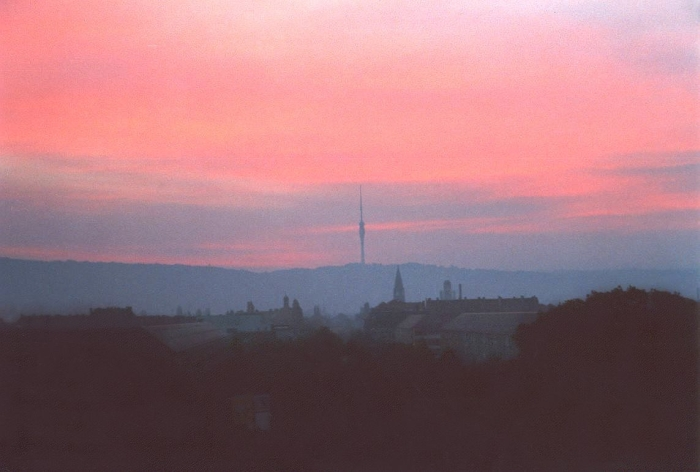
Arrebol em Dresden, Saxônia, Alemanha
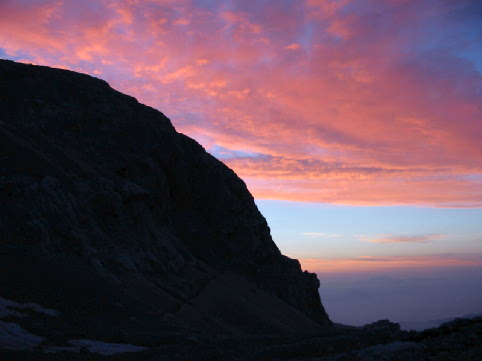
Arrebol nas montanhas eslovenas, perto do vale dos lagos Triglav
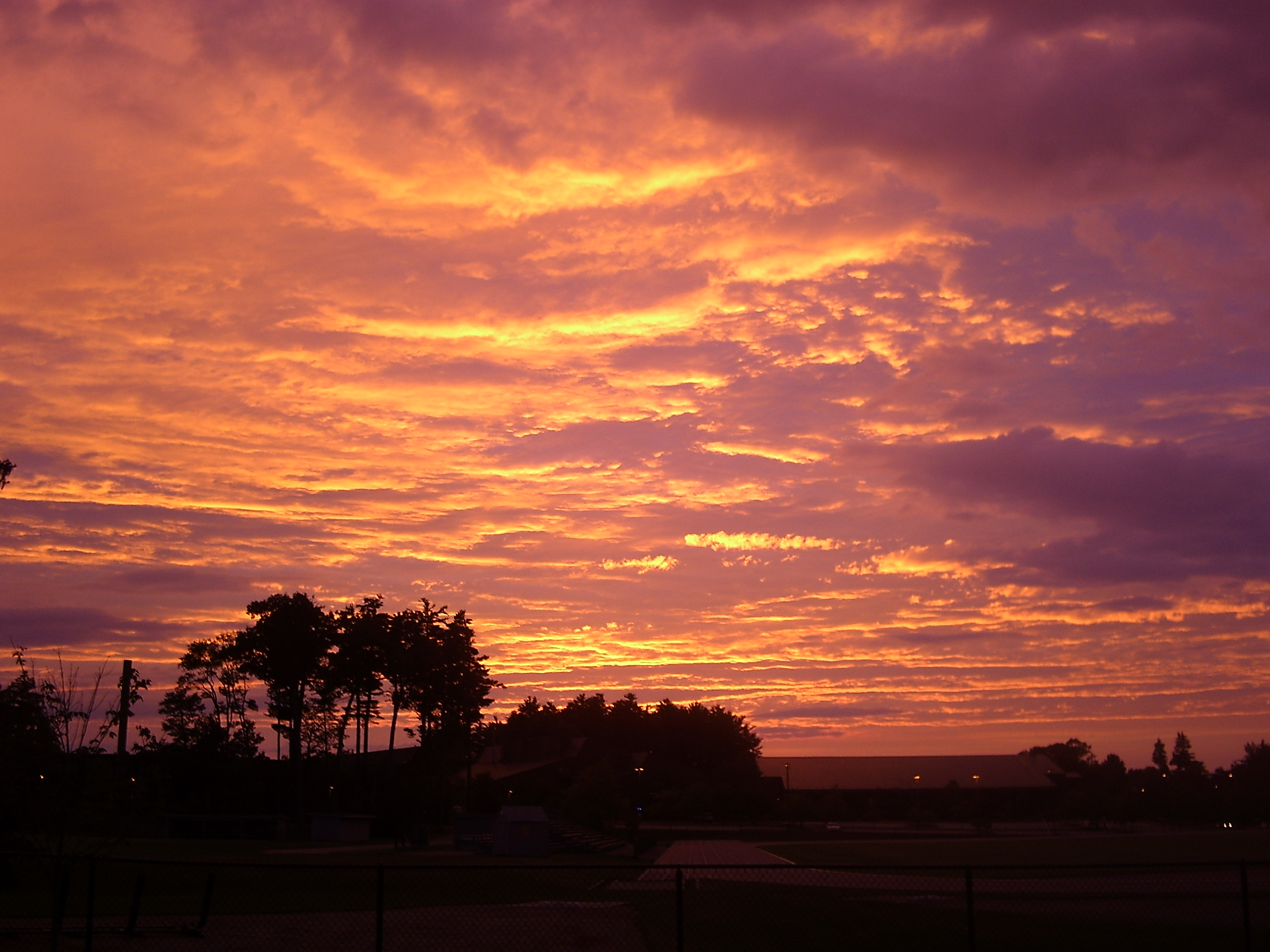
Pôr do sol sobre a pista de Bates College em Lewiston, Maine
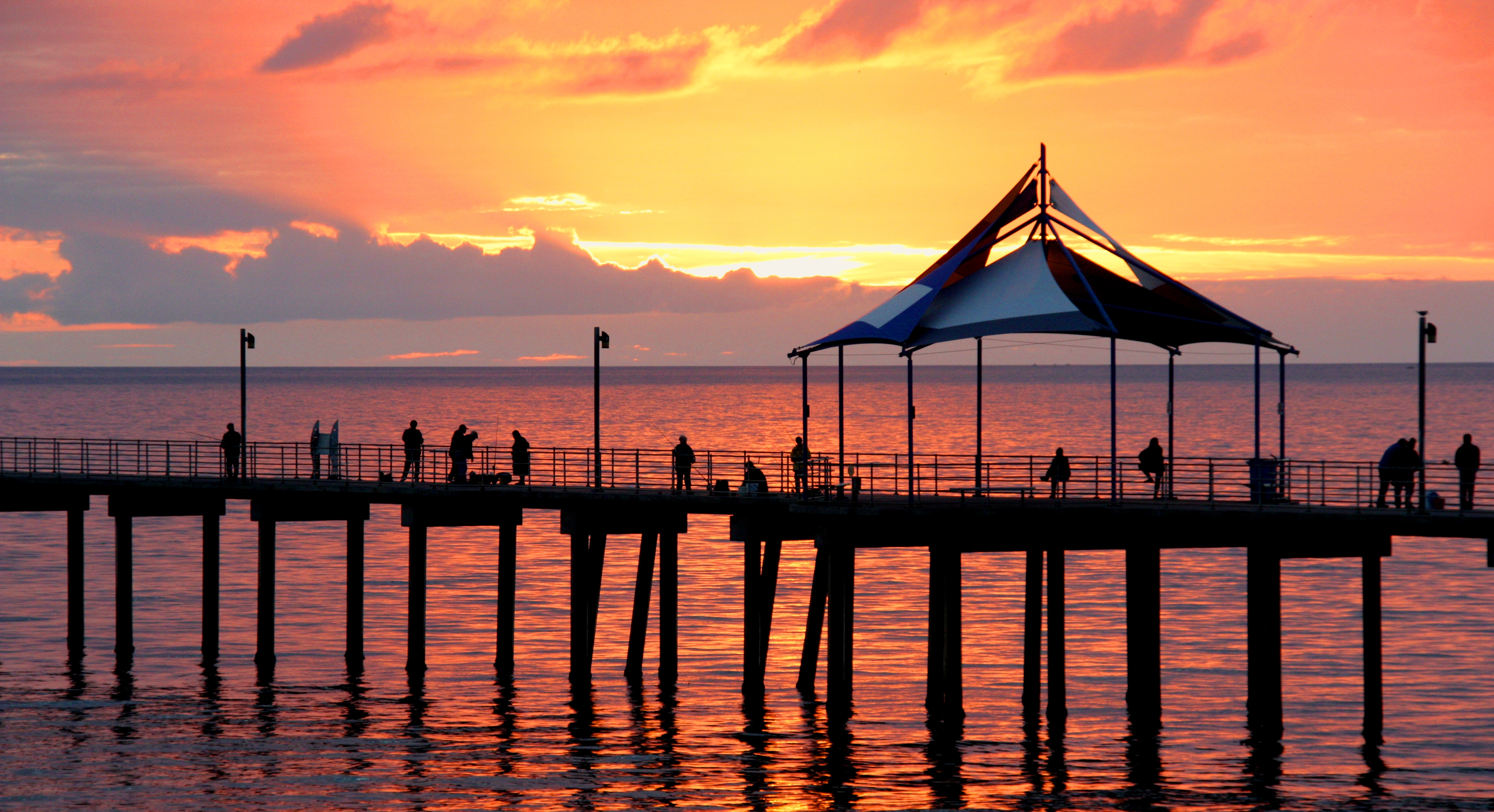
Arrebol em um píer na Austrália
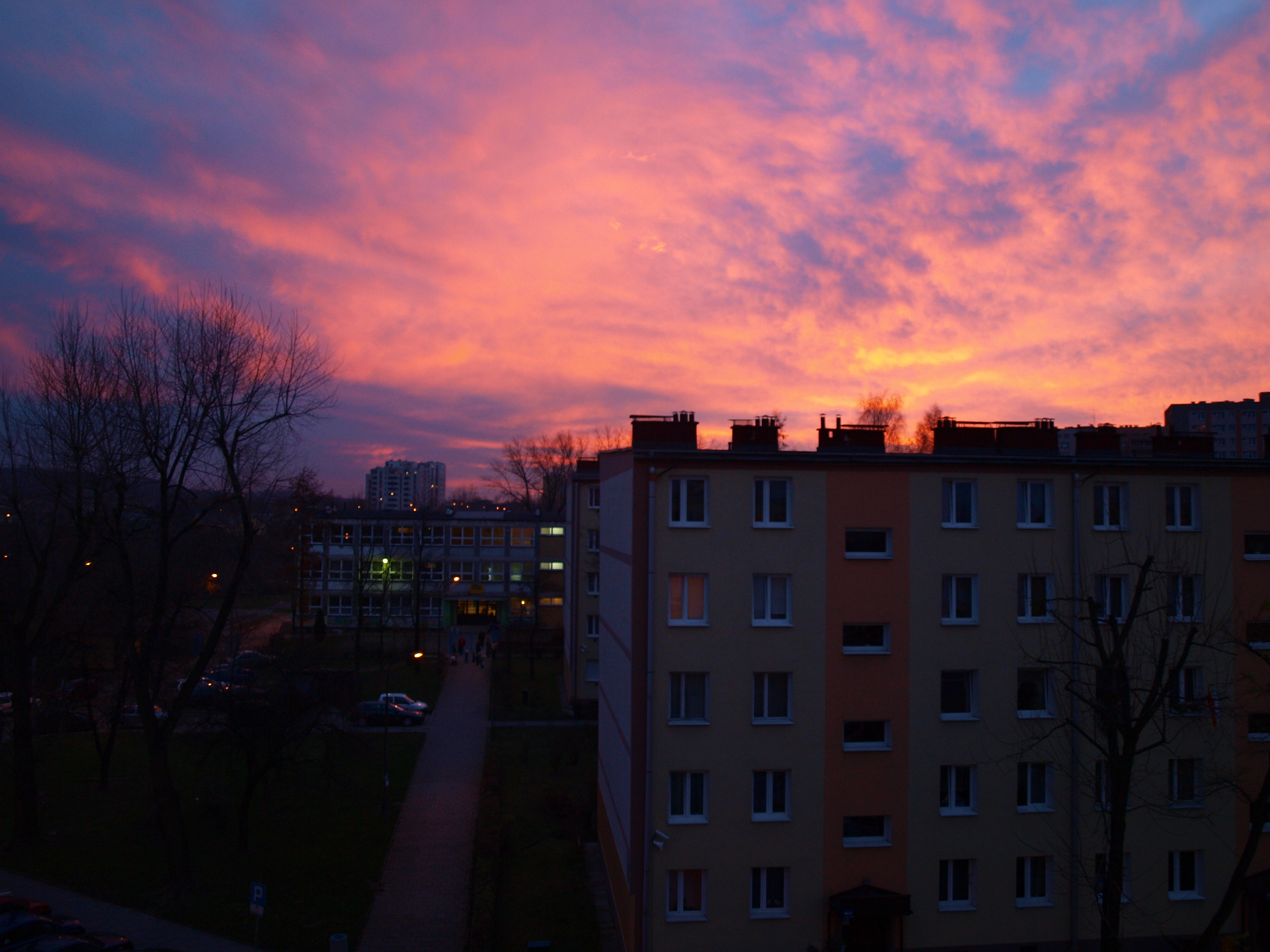
Arrebol no conjunto habitacional de Cracóvia